# Auguste Capelier
Auguste Charles Jean Capelier (* 2. April 1905 in Paris; † 4. Mai 1977 ebenda) war ein französischer Filmarchitekt.

## Leben
Der gebürtige Pariser Auguste Capelier begann in den 1920er-Jahren als Journalist zu arbeiten und ging anschließend in die Bauindustrie. Über seine dortige Tätigkeit als Zeichner kam Auguste Capelier 1940 zum Film. Seit 1941 gestaltete Capelier – anfänglich in der von den Deutschen unbesetzten Zone – als Szenenbildner, zunächst in Zusammenarbeit mit Georges Wakhévitch, eine Reihe von Filmbauten zu minder wichtigen Produktionen. Nach der Befreiung des Landes 1945 waren Kollegen wie Paul Bertrand und Alexandre Trauner vorübergehend seine Partner. 
Capeliers bedeutendste Filmbauten entstanden in den ersten 15 Nachkriegsjahren, als er die Dekors zu einigen Spitzenproduktionen entwarf, darunter Jules Dassins Einbruchsklassiker Rififi, der Episodenfilm Die sieben Sünden, Marcel Carnés Gesellschaftsmelodram Die Marie vom Hafen, Georges Franjus stimmungsvoller Gruselfilm Das Schreckenshaus des Dr. Rasanoff sowie mehrere kassenträchtige Inszenierungen der Brüder Marc und Yves Allégret wie beispielsweise Das Gänseblümchen wird entblättert mit Erotik-Topstar Brigitte Bardot. Vor allem in den 1960er Jahren betreute Capelier szenenbildnerisch aber auch eine Reihe von US-amerikanischen Produktionen, die in Frankreich entstanden. Mit Beginn der 1970er Jahre zog sich Auguste Capelier ins Privatleben zurück.

## Filmografie
- 1941: Mélodie pour toi
- 1941: Eifersucht (Le soleil a toujours raison)
- 1942: Félicie Nanteuil
- 1942: La belle aventure
- 1943: La boîte aux rêves
- 1943: Les petites aux Quai aux fleurs
- 1944: Mademoiselle X
- 1945: Jéricho
- 1945: Drei an einem Tag (Messieurs Ludovics)
- 1946: Fahrt ins Blaue (Voyage surprise)
- 1949: Die Marie vom Hafen / Hafen der Verlockung (La Marie du port)
- 1949: Eine Frau im Sattel (Manèges)
- 1950: Einmal nur leuchtet die Liebe (Les miracles n'ont lieu qu'une fois)
- 1950: Drei Telegramme (Trois télégrammes)
- 1951: Die sieben Sünden (Les sept péchés capitaux)
- 1953: Die Hochmütigen (Les orgueilleux)
- 1954: Rififi (Du rififi chez les hommes)
- 1955: Der Staudamm (La meilleure part)
- 1955: Die Liebe der Lady Chatterley (L'amant de Lady Chatterley)
- 1956: Das Gänseblümchen wird entblättert (En effeuillant la marguerite)
- 1957: Meine Frau, mein Junge und ich (Ma femme, mon gosse et moi)
- 1958: Sei schön und halt den Mund (Sois belle et tais-toi)
- 1958: Das Schreckenshaus des Dr. Rasanoff (Les yeux sans visage)
- 1962: Gigot, der Stumme vom Montmartre (Gigot)
- 1963: Charade (nur Assistenz)
- 1963: Deine Zeit ist um (Behold a Pale Horse)
- 1964: Jaloux comme un tigre
- 1965: Lady L
- 1966: Die Nacht der Generale (The Night of the Generals)
- 1967: Ein Floh im Ohr (A Flea in Her Ear)
- 1968: Le grabuge
- 1969: Hello – Goodbye
- 1969: Das einzige Spiel in der Stadt (The Only Game in Town)